# Бонток (язык)
Бонток — язык (диалектный континуум) народа бонток в Горной провинции на севере Филиппин. Различаются диалекты центральный, восточный, северный, южный, юго-западный.

## Диалекты
- На восточном диалекте (Eastern Bontoc, Eastern Bontok, Finallig, Southern Bontoc) говорят в деревнях Барлиг, Кадаклан, Лиас муниципалитета Барлиг на востоке Горной провинции острова Лусон.
- На северном диалекте (Bontoc, Bontoc, Central, Bontoc, Northern, Northern Bontok) говорят в населённом пункте Саданга, в муниципалитетных центрах Анабел, Бекиган, Белванг, Бетваган, Деманг, Сакасакан, Саклит муниципалитета Саданга на севере Горной провинции острова Лусон.
- На центральном диалекте (Bontoc, Bontoc Igorot, Bontoc, Central, Central Bontok) говорят в деревнях Бонток-Или, Гуйна-Анг, Даликан, Калуттит, Ма-Инит, Малигконг, Самоки, Токукан муниципалитета Бонток Горной провинции острова Лусон.
- На юго-западном диалекте (Bontoc, Southwestern Bontok) говорят на юго-западе муниципальной столицы Бонток, в деревнях Алаб, Балили, Гоногон в долине реки Чико муниципалитета Бонток Горной провинции острова Лусон.
- На южном диалекте (Bontoc, Southern Bontoc, Southern Bontok) говорят в городах Баййо, Сан-Эо, Талубин южной части муниципалитета Бонток Горной провинции острова Лусон.